# Aplastodiscus
Az Aplastodiscus  a kétéltűek (Amphibia) osztályába és  a békák (Anura) rendjébe, a levelibéka-félék (Hylidae) családjába és a Cophomantinae alcsaládba tartozó nem. Egészen az utóbbi időkig csak két faj tartozott ide, amikor a Hylidae család nagyobb felülvizsgálatakor 12 faj került át a Hyla nemből.
Az ide tartozó fajok Dél-Amerikában honosak, Brazília déli részén és Argentína területén.

## Rendszerezés
A nembe az alábbi 14 faj tartozik:
- Aplastodiscus albofrenatus (A. Lutz, 1924).
- Aplastodiscus albosignatus (A. Lutz & B. Lutz, 1938).
- Aplastodiscus arildae (Cruz & Peixoto, 1987).
- Aplastodiscus callipygius (Cruz & Peixoto, 1985).
- Aplastodiscus cavicola (Cruz & Peixoto, 1985).
- Aplastodiscus cochranae (Mertens, 1952).
- Aplastodiscus eugenioi Faivovich, Haddad, Garcia, Frost, Campbell & Wheeler, 2005
- Aplastodiscus ehrhardti (Müller, 1924).
- Aplastodiscus flumineus (Cruz & Peixoto, 1985).
- Aplastodiscus ibirapitanga (Cruz, Pimenta & Silvano, 2003).
- Aplastodiscus leucopygius (Cruz & Peixoto, 1985).
- Aplastodiscus musicus (B. Lutz, 1948).
- Aplastodiscus perviridis A. Lutz In B. Lutz, 1950.
- Aplastodiscus sibilatus (Cruz, Pimenta & Silvano, 2003).
- Aplastodiscus weygoldti (Cruz & Peixoto, 1987).